# قرار مجلس الأمن التابع للأمم المتحدة رقم 944
قرار مجلس الأمن التابع للأمم المتحدة رقم 944، المعتمد في 29 سبتمبر 1994، بعد الإشارة إلى القرارات 841 (1993)، 861 (1993)، 862 (1993)، 867 (1993)، 873 (1993)، 875 (1993)، 905 (1994)، 917 (1994)، 933 (1994) و940 (1994)، أكد المجلس استعداده لتعليق العقوبات المفروضة على هايتي بمجرد عودة الرئيس الشرعي جان برتران أريستيد بعد إزالة المجلس العسكري.
وأكد المجلس أهدافه المتمثلة في رحيل سلطات الأمر الواقع، وعودة جان برتران أريستيد، واستعادة الحكومة الشرعية لهايتي. ورحب بنشر الوحدات الأولية للقوة المتعددة الجنسيات سلمياً في 19 أيلول / سبتمبر 1994، وينتظر انتهاء مهمتها ونشر بعثة الأمم المتحدة في هايتي.
وطُلب من الأمين العام بطرس بطرس غالي اتخاذ خطوات لضمان الإنجاز الفوري لنشر فريق البعثة المتقدم المكون من 60 فرداً، وحث الدول الأعضاء على المساهمة في بعثة الأمم المتحدة في هايتي. وطُلب منه كذلك أن يسعى، بالاشتراك مع منظمة الدول الأمريكية، إلى عودة البعثة المدنية الدولية إلى هايتي التي سبق طردها.
بموجب الفصل السابع من ميثاق الأمم المتحدة، قرر المجلس إنهاء الإجراءات الواردة في القرارات 841 و 873 و 917 بشأن هايتي الساعة 00:01 بتوقيت شرق الولايات المتحدة في اليوم التالي لعودة الرئيس جان برتراند أريستيد. كما سيتم حل اللجنة المنشأة بموجب القرار 841 في نفس الوقت. وأخيراً، طُلب من الأمين العام التشاور مع الأمين العام لمنظمة الدول الأمريكية بشأن التدابير التي اتخذتها منظمة الدول الأمريكية بما يتفق مع القرار الحالي.
تم تبني القرار بأغلبية 13 صوتًا، مع امتناع عضوين عن التصويت من البرازيل وروسيا.

## روابط خارجية
- نص القرار في undocs.org